# Katerina Stefanidiová
Katerina Stefanidiová, psáno také Ekaterina Stefanidiová (* 4. února 1990 Athény) je řecká atletka, která závodí ve skoku o tyči.

## Kariéra
Prvním mezinárodním úspěchem se pro ni stalo druhé místo na mistrovství Evropy v roce 2014. V následující sezóně vybojovala stříbrnou medaili také na evropském halovém šampionátu.
Úspěšný byl pro ni také rok 2016. Na halovém Halovém mistrovství světa v atletice 2016 v Portlandu skončila na 3. místě s výkonem 4,80 metru. V červnu se v Amsterdamu stala mistryní Evropy. Na letních olympijských hrách 2016 se skokem 4,85 metru získala zlatou medaili.
Její osobní halový rekord 4,90 metru pochází také z této sezóny.
Na olympijské vítězství navázala v následující sezóně vítězstvím na halovém mistrovství Evropy a titulem mistryně světa z Londýna v roce 2017. Zároveň zde vytvořila svůj nový osobní rekord 491 cm.